# えすのサカエ
えすの サカエ（1973年11月17日 - ）は、日本の漫画家。男性。

## 人物
2001年、「鉄道天使」で第11回エース&ネクスト新人漫画賞奨励賞を受賞。その後、2004年に『月刊少年エース』（角川書店）で開始した『花子と寓話のテラー』で連載デビューを果たす。
代表作は『未来日記』、『ビッグオーダー』。

## 年譜
- 2001年（平成13年） - 「鉄道天使」で第11回エース&ネクスト新人漫画賞奨励賞を受賞[3]。
- 2004年（平成16年） - 『花子と寓話のテラー』で連載デビュー。
- 2005年（平成17年） - 『花子と寓話のテラー』の連載終了。
- 2006年（平成18年） - 『月刊少年エース』（角川書店）で『未来日記』の連載を開始。
- 2010年（平成22年） - 『未来日記』の連載終了[4][注 1]。
- 2011年（平成23年） - 『未来日記』がテレビアニメ化される[6]。『月刊少年エース』で『ビッグオーダー』の連載を開始[7]。
- 2012年（平成24年） - 『未来日記』がテレビドラマ化される[8]。『未来日記』が第43回星雲賞コミック部門候補作となる。
- 2016年（平成28年） - 『ビッグオーダー』がテレビアニメ化される。『ビッグオーダー』の連載終了。
- 2017年（平成29年） - 『月刊少年エース』で『探偵明智は狂乱す』の連載が開始。

## 作品リスト

### 連載
- 花子と寓話のテラー（『月刊少年エース』、2004年 - 2005年、全4巻）
- 未来日記（『月刊少年エース』、2006年 - 2010年、本編全12巻、外伝全3巻、ファンブック全1巻）
  - 未来日記モザイク（『エースアサルト』）
  - 未来日記パラドックス（『エースアサルト』『ヤングエース』）
- ビッグオーダー（『月刊少年エース』、2011年 - 2016年、全10巻）
- 探偵明智は狂乱す（『月刊少年エース』、2017年 - 2018年、全4巻[9]）
- 七つの魔剣が支配する（原作:宇野朴人、『月刊少年エース』、2019年[10] - 2023年[11]、全8巻）

### 読み切り
- 鉄道天使（『月刊エースネクスト』2001年9月号）
- ココロよりメイル。（『月刊少年エース』2003年6月号別冊付録「少年エースをねらえ！ 2003 spring」）

## 書籍
詳細は各リンク先を参照。単行本は全て角川書店のカドカワコミックス・エースより発行されている。
- 『花子と寓話のテラー』、2004年 - 2005年、全4巻
  - （完全版）2011年、全3巻
- 『未来日記』、2006年 - 2011年、全12巻
  - 『未来日記モザイク』、2008年、全1巻
  - 『未来日記パラドックス』、2010年、全1巻
- 『ビッグオーダー』、2011年 - 2016年、全10巻